# Primera División 2003 (Cile)
L'edizione 2003 della Primera División è stata l'73ª edizione del massimo torneo calcistico cileno. Si è svolto nell'arco dell'intero anno solare con la formula dei tornei di Apertura e Clausura, vinti rispettivamente dall'Cobreloa (6º titolo) in Apertura e (7º titolo) in Clausura.

## Squadre partecipanti
| Club                 | Città                   | Stadio                             |
| -------------------- | ----------------------- | ---------------------------------- |
| Audax Italiano       | La Florida, Santiago    | Estadio Bicentenario de La Florida |
| Cobreloa             | Calama                  | Estadio Municipal de Calama        |
| Cobresal             | El Salvador             | Estadio El Cobre                   |
| Colo-Colo            | Macul, Santiago         | Estadio Monumental David Arellano  |
| Coquimbo Unido       | Coquimbo                | Estadio Francisco Sánchez Rumoroso |
| Dep. Puerto Montt    | Puerto Montt            | Estadio Regional de Chinquihue     |
| Deportes Temuco      | Temuco                  | Estadio Germán Becker              |
| Huachipato           | Talcahuano              | Estadio CAP                        |
| Palestino            | La Cisterna, Santiago   | Estadio Municipal de La Cisterna   |
| Rangers de Talca     | Talca                   | Estadio Fiscal de Talca            |
| Santiago Wanderers   | Valparaíso              | Estadio Regional Chiledeportes     |
| Unión Española       | Independencia, Santiago | Estadio Santa Laura                |
| Unión San Felipe     | San Felipe              | Estadio Municipal de San Felipe    |
| Universidad Católica | Las Condes, Santiago    | Estadio San Carlos de Apoquindo    |
| Universidad de Chile | Ñuñoa, Santiago         | Estadio Nacional                   |
| Univ. de Concepción  | Concepción              | Estadio Municipal de Concepción    |

## Torneo Apertura
Il torneo di Apertura 2003 è iniziato il 8 febbraio 2003 e si è concluso il 6 luglio con la vittoria dell'Cobreloa.

### Classifica finale

#### Grupo A
| Pos. | Squadra        | Pt | G  | V  | N | P | GF | GS | DR  |
| ---- | -------------- | -- | -- | -- | - | - | -- | -- | --- |
| 1    | Cobreloa       | 31 | 15 | 10 | 1 | 4 | 26 | 16 | 10  |
| 2    | Huachipato     | 21 | 15 | 6  | 3 | 6 | 22 | 22 | 0   |
| 3    | Unión Española | 18 | 15 | 5  | 3 | 7 | 24 | 32 | -8  |
| 4    | Palestino      | 17 | 15 | 5  | 2 | 8 | 18 | 28 | -10 |

#### Grupo B
| Pos. | Squadra               | Pt | G  | V | N | P  | GF | GS | DR  |
| ---- | --------------------- | -- | -- | - | - | -- | -- | -- | --- |
| 1    | Deportes Puerto Montt | 25 | 15 | 7 | 4 | 4  | 26 | 22 | 4   |
| 2    | Universidad de Chile  | 20 | 15 | 4 | 8 | 3  | 30 | 24 | 6   |
| 3    | Unión San Felipe      | 13 | 15 | 3 | 4 | 8  | 13 | 26 | -13 |
| 4    | Coquimbo Unido        | 8  | 15 | 2 | 2 | 11 | 12 | 30 | -18 |

#### Grupo C
| Pos. | Squadra            | Pt | G  | V | N  | P | GF | GS | DR |
| ---- | ------------------ | -- | -- | - | -- | - | -- | -- | -- |
| 1    | Audax Italiano     | 26 | 15 | 8 | 2  | 5 | 37 | 30 | 7  |
| 2    | Cobresal           | 21 | 15 | 6 | 3  | 6 | 27 | 19 | 8  |
| 3    | Rangers            | 20 | 15 | 3 | 11 | 1 | 28 | 26 | 2  |
| 4    | Santiago Wanderers | 19 | 15 | 5 | 4  | 6 | 24 | 23 | 1  |

#### Grupo D
| Pos. | Squadra                   | Pt | G  | V | N | P | GF | GS | DR |
| ---- | ------------------------- | -- | -- | - | - | - | -- | -- | -- |
| 1    | Universidad de Concepción | 24 | 15 | 7 | 3 | 5 | 29 | 21 | 8  |
| 2    | Universidad Católica      | 24 | 15 | 6 | 6 | 3 | 27 | 20 | 7  |
| 3    | Colo-Colo                 | 23 | 15 | 6 | 5 | 4 | 28 | 23 | 5  |
| 4    | Deportes Temuco           | 18 | 15 | 5 | 3 | 7 | 24 | 33 | -9 |

## Ripescaggio
| Squadra locale   | Squadra ospite     | globale |
| ---------------- | ------------------ | ------- |
| Unión San Felipe | Santiago Wanderers | 2 - 2   |

## Fase a eliminazione diretta
Essi sono stati giocati tra il 31 maggio e 15 giugno del 2003. Le squadre nella tabella sono indicati in base al fattore campo nella gara di andata. In   squadre 'audaci' qualificato per i quarti di finale. Colo-Colo e Huachipato qualificati per quarti di finale come migliori perdenti. Non avevano obiettivi di business. Se entrambe le squadre vincono una partita golden gol è definito e se l'uguaglianza persiste definito da criminale
| Squadra locale       | Squadra ospite            | Ida   | Indietro | globale          |
| -------------------- | ------------------------- | ----- | -------- | ---------------- |
| Unión Española       | Cobreloa                  | 3 - 3 | 3 - 2    | 5 - 4 Gol de oro |
| Santiago Wanderers   | Audax Italiano            | 3 - 1 | 0 - 0    | 3 - 1            |
| Rangers              | Deportes Puerto Montt     | 2 - 1 | 0 - 3    | 2 - 4 Gol de oro |
| Universidad de Chile | Universidad de Concepción | 0 - 0 | 4 - 3    | 4 - 3 Gol de oro |
| Huachipato           | Universidad Católica      | 1 - 2 | 1 - 1    | 2 - 3            |
| Cobresal             | Colo-Colo                 | 3 - 0 | 1 - 2    | 4 - 2 gol de oro |

## Quarti di finale
Essi sono stati giocati tra il 18 e 21 giugno del 2003. Le squadre nella tabella sono indicati in base al fattore campo nella gara di andata. In   squadre 'audaci' qualificato per le semifinali.
| Squadra locale     | Squadra ospite            | Ida   | Indietro | globale             |
| ------------------ | ------------------------- | ----- | -------- | ------------------- |
| Santiago Wanderers | Cobreloa                  | 1 - 3 | 2 - 4    | 3 - 7 gol de visita |
| Huachipato         | Deportes Puerto Montt     | 2 - 0 | 3 - 2    | 5 - 2               |
| Cobresal           | Universidad de Concepción | 2 - 1 | 1 - 7    | 3 - 8 gol de oro    |
| Colo-Colo          | Universidad Católica      | 2 - 3 | 1 - 0    | 3 - 3 Penales 4-3   |

## Semifinale
Essi sono stati giocati tra il 25 e 29 giugno del 2003. Le squadre nella tabella sono indicati in base al fattore campo nella gara di andata. In  'grassetto'  squadre si sono qualificate per la finale.
| Squadra locale | Squadra ospite            | Ida   | Indietro | globale          |
| -------------- | ------------------------- | ----- | -------- | ---------------- |
| Huachipato     | Cobreloa                  | 1 - 2 | 2 - 0    | 3 - 2 gol de oro |
| Colo-Colo      | Universidad de Concepción | 3 - 0 | 3 - 2    | 5 - 2            |

## Finale
| Squadra locale | Squadra ospite | Ida   | Indietro | globale |
| -------------- | -------------- | ----- | -------- | ------- |
| Colo-Colo      | Cobreloa       | 0 - 0 | 0 - 4    | 0 - 4   |

### Classifica marcatori
Fonte: 
| Gol |  |  | Giocatore              | Squadra              |
| --- |  |  | ---------------------- | -------------------- |
| 18  |  |  | Salvador Cabañas       | Audax Italiano       |
| 12  |  |  | Juan Quiroga           | Cobresal             |
| 12  |  |  | Marcelo Corrales       | Dep. Puerto Montt    |
| 11  |  |  | José Luis Díaz         | Cobreloa             |
| 11  |  |  | Patricio Galaz         | Cobreloa             |
| 11  |  |  | Joel Soto              | Santiago Wanderers   |
| 10  |  |  | Elton Troncoso         | Deportes Temuco      |
| 10  |  |  | Gustavo Biscayzacú     | Unión Española       |
| 10  |  |  | Mauricio Pinilla       | Universidad de Chile |
| 9   |  |  | Fernando Rodríguez     | Cobresal             |
| 9   |  |  | Luis Ignacio Quinteros | Colo-Colo            |
| 8   |  |  | Iván Zamorano          | Colo-Colo            |
| 8   |  |  | Mario Núñez            | Palestino            |
| 8   |  |  | Sergio Gioino          | Universidad Católica |
| 8   |  |  | Marco Olea             | Univ. de Concepción  |
| 7   |  |  | Héctor Mancilla        | Huachipato           |
| 7   |  |  | Rodrigo Millar         | Huachipato           |
| 7   |  |  | Ricardo Viveros        | Univ. de Concepción  |
| 6   |  |  | Fernando Martel        | Cobreloa             |
| 6   |  |  | Manuel Neira           | Colo-Colo            |
| 6   |  |  | Federico Bongioanni    | Huachipato           |
| 6   |  |  | Iván Álvarez           | Rangers de Talca     |
| 6   |  |  | José Luis Sierra       | Unión Española       |
| 6   |  |  | Juan José Ribera       | Univ. de Concepción  |
| 5   |  |  | Felipe González        | Audax Italiano       |
| 5   |  |  | Jaime González         | Cobreloa             |
| 5   |  |  | Marcelo Espina         | Colo-Colo            |
| 5   |  |  | Pascual de Gregorio    | Rangers de Talca     |
| 5   |  |  | Fabián Muñoz           | Unión San Felipe     |
| 5   |  |  | Faustino Asprilla      | Universidad de Chile |
| 5   |  |  | Fernando Pierucci      | Universidad de Chile |
| 5   |  |  | Fernando Solis         | Univ. de Concepción  |
| 4   |  |  | Juan Pablo Úbeda       | Colo-Colo            |
| 4   |  |  | Hugo Droguett          | Rangers de Talca     |
| 4   |  |  | Paulo Pérez            | Deportes Temuco      |
| 4   |  |  | José Luis Villanueva   | Palestino            |
| 4   |  |  | Gustavo Semino         | Rangers de Talca     |
| 4   |  |  | Moisés Ávila           | Rangers de Talca     |
| 4   |  |  | Jorge Guzmán           | Santiago Wanderers   |
| 4   |  |  | Pedro González         | Unión Española       |
| 4   |  |  | José Luis Jerez        | Unión Española       |
| 4   |  |  | Mark González          | Universidad Católica |
| 4   |  |  | Daniel Pérez           | Universidad Católica |
| 4   |  |  | Rodrigo Raín           | Univ. de Concepción  |

## Torneo Clausura
Il torneo di Clausura 2003 è iniziato il 25 luglio 2003 ed è terminato il 21 dicembre con la vittoria del Cobreloa.

### Classifica finale

#### Grupo A
| Pos. | Squadra              | Pt | G  | V | N | P  | GF | GS | DR  |
| ---- | -------------------- | -- | -- | - | - | -- | -- | -- | --- |
| 1    | Universidad de Chile | 23 | 15 | 7 | 2 | 6  | 28 | 21 | +7  |
| 2    | Cobreloa             | 22 | 15 | 6 | 4 | 5  | 30 | 24 | +6  |
| 3    | Huachipato           | 20 | 15 | 6 | 2 | 7  | 30 | 33 | -3  |
| 4    | Deportes Temuco      | 10 | 15 | 3 | 1 | 11 | 18 | 38 | -20 |

#### Grupo B
| Pos. | Squadra            | Pt | G  | V | N | P | GF | GS | DR  |
| ---- | ------------------ | -- | -- | - | - | - | -- | -- | --- |
| 1    | Colo-Colo          | 32 | 15 | 9 | 5 | 1 | 39 | 19 | +20 |
| 2    | Santiago Wanderers | 27 | 15 | 7 | 6 | 2 | 27 | 22 | +5  |
| 3    | Palestino          | 26 | 15 | 8 | 2 | 5 | 35 | 28 | +7  |
| 4    | Audax Italiano     | 17 | 15 | 5 | 2 | 8 | 15 | 22 | -7  |

#### Grupo C
| Pos. | Squadra               | Pt | G  | V | N | P  | GF | GS | DR  |
| ---- | --------------------- | -- | -- | - | - | -- | -- | -- | --- |
| 1    | Unión Española        | 31 | 15 | 9 | 4 | 2  | 36 | 22 | +14 |
| 2    | Universidad Católica  | 20 | 15 | 6 | 2 | 7  | 22 | 24 | -2  |
| 3    | Deportes Puerto Montt | 15 | 15 | 5 | 0 | 10 | 23 | 34 | -11 |
| 4    | Coquimbo Unido        | 9  | 15 | 2 | 3 | 10 | 15 | 27 | -12 |

#### Grupo D
| Pos. | Squadra                   | Pt | G  | V | N | P | GF | GS | DR  |
| ---- | ------------------------- | -- | -- | - | - | - | -- | -- | --- |
| 1    | Universidad de Concepción | 32 | 15 | 9 | 5 | 1 | 35 | 15 | +20 |
| 2    | Cobresal                  | 30 | 15 | 9 | 6 | 2 | 27 | 14 | 13  |
| 3    | Rangers                   | 21 | 15 | 6 | 1 | 8 | 20 | 36 | -16 |
| 4    | Unión San Felipe          | 15 | 15 | 3 | 3 | 9 | 22 | 33 | -11 |

## Ripescaggio
| Squadra locale        | Squadra ospite | globale |
| --------------------- | -------------- | ------- |
| Deportes Puerto Montt | Audax Italiano | 1 - 1   |

## Fase a eliminazione diretta
Hanno giocato tra 21 novembre e 1º dicembre del 2003. Le squadre nella tabella sono indicati in base al fattore campo nella gara di andata. In   squadre 'audaci' qualificato per i quarti di finale. Palestino e Santiago Wanderers qualificata per quarti di finale come migliori perdenti. Non avevano obiettivi di business.
| Squadra locale       | Squadra ospite            | Ida   | Indietro | globale           |
| -------------------- | ------------------------- | ----- | -------- | ----------------- |
| Audax Italiano       | Colo-Colo                 | 1 - 1 | 0 - 4    | 0 - 4             |
| Rangers              | Universidad de Concepción | 2 - 2 | 1 - 3    | 3 - 5             |
| Huachipato           | Unión Española            | 1 - 2 | 2 - 3    | 3 - 5 gol de oro  |
| Universidad Católica | Santiago Wanderers        | 4 - 1 | 1 - 2    | 5 - 3 Penales 4-2 |
| Cobresal             | Palestino                 | 0 - 0 | 1 - 2    | 1 - 2 gol de oro  |
| Cobreloa             | Universidad de Chile      | 3 - 2 | 3 - 1    | 6 - 3             |

## Quarti di finale
Essi sono stati giocati tra il 3 e 7 dicembre del 2003. Le squadre nella tabella sono indicati in base al fattore campo nella gara di andata. In   squadre 'audaci' qualificato per le semifinali.
| Squadra locale       | Squadra ospite            | Ida   | Indietro | globale                           |
| -------------------- | ------------------------- | ----- | -------- | --------------------------------- |
| Universidad Católica | Colo-Colo                 | 1 - 2 | 0 - 0    | 1 - 2                             |
| Cobresal             | Universidad de Concepción | 2 - 1 | 2 - 5    | 4 - 6 Cobresal gana en gol de oro |
| Cobreloa             | Unión Española            | 4 - 1 | 4 - 2    | 8 - 3                             |
| Palestino            | Santiago Wanderers        | 1 - 1 | 1 - 1    | 2 - 2 Penales 4-2                 |

## Semifinale
Essi sono stati giocati tra il 10 e 14 dicembre del 2003. Le squadre nella tabella sono indicati in base al fattore campo nella gara di andata. In  'grassetto'  squadre si sono qualificate per la finale.
| Squadra locale | Squadra ospite     | Ida   | Indietro | globale |
| -------------- | ------------------ | ----- | -------- | ------- |
| Cobresal       | Colo-Colo          | 1 - 3 | 0 - 2    | 1 - 0   |
| Cobreloa       | Santiago Wanderers | 2 - 0 | 0 - 0    | 2 - 0   |

## Finale
| Squadra locale | Squadra ospite | Ida   | Indietro | globale |
| -------------- | -------------- | ----- | -------- | ------- |
| Cobreloa       | Colo-Colo      | 2 - 2 | 2 - 1    | 4 - 3   |

### Classifica marcatori
Fonte: 
| Gol |  |  | Giocatore            | Squadra              |
| --- |  |  | -------------------- | -------------------- |
| 21  |  |  | Gustavo Biscayzacú   | Unión Española       |
| 14  |  |  | Manuel Neira         | Colo-Colo            |
| 14  |  |  | José Luis Villanueva | Palestino            |
| 13  |  |  | Juan Quiroga         | Cobresal             |
| 11  |  |  | Héctor Mancilla      | Huachipato           |
| 11  |  |  | Joel Estay           | Palestino            |
| 11  |  |  | Diego Rivarola       | Universidad de Chile |
| 10  |  |  | Patricio Galaz       | Cobreloa             |
| 9   |  |  | Fernando Rodríguez   | Cobresal             |
| 9   |  |  | Marcelo Corrales     | Dep. Puerto Montt    |
| 8   |  |  | José Luis Díaz       | Cobreloa             |
| 8   |  |  | Jaime González       | Cobreloa             |
| 8   |  |  | Silvio Fernández     | Colo-Colo            |
| 8   |  |  | Rodrigo Millar       | Huachipato           |
| 8   |  |  | Marco Olea           | Univ. de Concepción  |
| 7   |  |  | Arturo Norambuena    | Universidad Católica |
| 6   |  |  | Marcelo Espina       | Colo-Colo            |
| 6   |  |  | Gustavo Bentos       | Santiago Wanderers   |
| 6   |  |  | Eduardo Hurtado      | Univ. de Concepción  |
| 6   |  |  | Ricardo Viveros      | Univ. de Concepción  |
| 5   |  |  | Fernando Cornejo     | Cobreloa             |
| 5   |  |  | César Díaz           | Coquimbo Unido       |
| 5   |  |  | Bruno Pesce          | Coquimbo Unido       |
| 5   |  |  | Francisco Hernández  | Huachipato           |
| 5   |  |  | Elton Troncoso       | Santiago Wanderers   |
| 5   |  |  | Jaime Riveros        | Santiago Wanderers   |
| 5   |  |  | Pedro González       | Unión Española       |
| 5   |  |  | José Luis Jerez      | Unión Española       |
| 5   |  |  | Juan Cruz Real       | Unión San Felipe     |
| 5   |  |  | Sebastián Rozental   | Universidad Católica |
| 5   |  |  | Juan José Ribera     | Univ. de Concepción  |
| 4   |  |  | Jorge Guzmán         | Audax Italiano       |
| 4   |  |  | Jonathan Cisternas   | Cobreloa             |
| 4   |  |  | Mauricio Dinamarca   | Cobreloa             |
| 4   |  |  | Juan Pablo Úbeda     | Colo-Colo            |
| 4   |  |  | Fabio Escobar        | Dep. Puerto Montt    |
| 4   |  |  | Mario Núñez          | Rangers de Talca     |
| 4   |  |  | José Contreras       | Santiago Wanderers   |
| 4   |  |  | Arturo Sanhueza      | Santiago Wanderers   |
| 4   |  |  | Juan Lobos           | Unión San Felipe     |
| 4   |  |  | Jorge Campos         | Universidad Católica |
| 4   |  |  | Ezequiel Amaya       | Universidad de Chile |
| 4   |  |  | Luis Pedro Figueroa  | Univ. de Concepción  |
| 4   |  |  | Andrés Oroz          | Univ. de Concepción  |
| 4   |  |  | Jorge Valdivia       | Univ. de Concepción  |

### Verdetti
- Qualificate alla Coppa Libertadores 2004:

 Cobreloa - Campione Torneo Apertura & Clausura
 Colo-Colo - Subcampione Torneo Apertura & Clausura
 Univ. de Concepción